# 1955년 르망 참사
1955년 르망 참사는 1955년 6월 11일 프랑스 사르트주 르망의 사르트 서킷에서 열린 1955년 르망 24시 자동차 경주 중 발생한 대형 충돌 사고이다. 사고로 대형 파편이 관중석으로 날라와 관중 83명과 프랑스인 드라이버 피에르 르벡이 사망했고 120명 이상이 부상을 입었다. 모터스포츠 역사상 가장 많은 사망자가 발생한 사고로 이 사고 이후 유럽 여러 국가에서 모터스포츠를 전국적으로 금지했으며 스위스는 2022년이 되어서야 이 금지 조치를 해제했다.
사고는 재규어 자동차의 드라이버 마이크 호손이 오스틴-힐리의 드라이버 랜스 매클린의 차량 바로 앞에서 트랙 오른쪽으로 차를 세우고 피트 스탑으로 들어가기 위해 급브레이크를 밟으면서 시작되었다. 매클린은 속도가 느려진 재규어 뒤에서 훨씬 빠른 메르세데스-벤츠 300 SLR을 타고 왼쪽으로 추월하던 르벡의 차량 경로로 방향을 틀었다. 르벡은 빠른 속도로 매클린의 차량과 추돌했고 매클린의 차를 덮치고서 차가 공중으로 날라갔다. 르벡의 차는 시속 200 km의 속도로 보호용 흙 장벽을 넘어 관중석에 최소 두 차례 충돌했고 마지막 충돌로 차가 분해되어 트랙으로 날라가 그 자리에서 즉사했다. 메르세데스 차량의 실린더 블록, 라디에이터, 현가장치, 후드와 같은 커다란 파편이 관중석 앞쪽 관중이 가득찬 곳으로 날라들었다. 르벡의 차량 뒷부분은 연석에 부딪히며 폭발하면서 화염에 휩싸였다.
이 참사에 대한 책임을 두고 많은 논쟁이 벌어졌다. 공식 조사에서는 운전자 누구에게도 특별한 책임을 묻지 않았고 충돌 사고에 연루된 차량들만큼 빠른 속도를 낼 수 있도록 설계되지 않은 30년 된 트랙 구조 문제를 지적했다.

## 사고 이전
1955년 르망 24시에서는 스쿠데리아 페라리, 재규어 자동차, 메르세데스-벤츠 모두 이전 대회에서 우승한 경험이 있었고 세 자동차 회사 모두 새롭고 개선된 차량을 가지고 출전했기 때문에 큰 기대를 가졌다. 당시 챔피언이었던 페라리는 매우 빠르지만 차량이 약했고 기계적 고장에 취약했다. 재규어는 거의 르망에만 레이싱 인력을 집중시켰고 포뮬러 원 페라리 드라이버였던 마이크 호손을 비롯한 경험이 풍부한 드라이버를 영입했다.
F1에 우승한 메르세데스-벤츠는 그 해 1955년 세계 스포츠카 챔피언십에서 신 차량인 메르세데스-벤츠 300 SLR를 내세워 우승하고 스털링 모스가 밀레 밀리아에서 신기록을 세우는 등 여러 성과를 보였다. 300 SLR는 초경량 마그네슘 합금인 일렉트론 합금으로 만든 차체가 특징이었다. 이 차량은 경쟁 모델에 장착된 재규어 D형에 장착된 보다 효과적인 최첨단 디스크 브레이크 대신에 내장형 드럼 브레이크와 운전자 뒤에 공기 저항을 늘려 속도를 늦출 수 있는 대형 에어 브레이크를 장착했다.
메르세데스 팀의 매니저인 알프레트 노이바우어는 레이스를 위해 최고의 드라이버인 후안 마누엘 판히오와 스털링 모스를 최선행차량에, 1952년 레이스 우승 드라이버인 카를 클링과 프랑스인 앙드레 시몽(둘 다 현 F1 팀 소속), 미국인 존 피치와 프랑스의 자동차 경주 원로인 피에르 르벡을 불러왔다. 1952년 경기에서 르벡은 전례 없던 시도인 1인 단독 주행을 시도했으나 마지막 1시간을 남기고 고장으로 실패했으며 이 당시 메르세데스-벤츠 팀이 르망 24시에 우승했다.
서킷을 짧게 만들기 위해 이루어졌던 두 차례의 변경을 제외하면 1923년 경기가 시작된 이래 사르트 서킷은 자동차의 최고 속도가 시속 100 km 정도였던 시절로 거의 변경이 이뤄지지 않았다. 하지만 1955년에는 선두 차량의 최고 속도가 270 km/h를 넘었다. 여러 이유로 제2차 세계 대전 이후 서킷이 재포장되었고 폭이 넓어졌다. 피트와 관중석도 재건축되었지만, 피트라인과 레이싱 라인 사이는 벽이 없었고 트랙과 관중석 사이에는 약 1.2 m 폭의 흙 둑만 있었다. 당시 자동차에는 안전벨트가 없었고 운전자는 불타는 차에 깔리거나 갇히는 것보다 충돌 시 멀리 던져지는 게 훨씬 낫다고 생각했다.
1955년 레이스는 토요일 오후 4시에 시작되었고 예상대로 첫 시간에는 에우제니오 카스텔로티(페라리), 호손(재규어), 판히오(메르세데스-벤츠) 셋이 선두로 나섰다. 다른 팀의 차량은 차량 성능 보존을 위해 긴장의 끈을 놓지 않는 상태에서 상위 10위권 내에서 경쟁을 펼쳤다. 두 시간째로 접어들면서 카스텔로티가 뒤로 밀려나기 시작했고 호손과 판히오가 선두로 바뀌면서 랩 기록을 점점 더 단축하면서 경쟁을 이어갔고 필드 랩타임 대부분을 계속해서 단축했다.
사고는 오후 6시 26분, 35바퀴째가 끝나고 선두 차량의 첫 피트스톱이 일어났을 때 발생했다.

## 충돌 사고

### 직접적 원인
35바퀴째에서 호손과 판히오가 어느 때보다 치열한 레이스를 펼쳤다. 호손은 자신의 전기에서 "순간적으로 메르세데스의 압도함의 전설에 매료되었다... 그러다 정신을 차리고 '젠장, 왜 독일 차가 영국 차를 이겨야만 하는 거야"라고 생각했다고 말했다. 바로 전 바퀴에서 호손의 피트크루는 다음 바퀴에 들어오라고 신호를 보냈다. 호손은 레이스 트랙의 코너 중 하나인 아나지 코너를 지나 6번째 코너인 르벡 코너를 막 돌았고, 최대한 오랫동안 판히오를 막겠다고 각오했다. 메종 블랑시 구간을 빠져나올 때 호손은 오스틴-힐리 100S를 탄 랜스 맥클린을 재빨리 따라잡았고 맥클린은 뒤를 보고 오른쪽으로 이동해 추월을 허용했다. 주 직선주로로 다가오는 맥클린을 한바퀴 더 추월한 호손은 손을 들어 피팅으로 신호를 보냈고 맥클린은 (호손의 증언에 따르면) 오른쪽으로 지나갔다. 하지만 호손이 재규어의 첨단 디스크 브레이크를 이용해 재규어의 속도를 급격히 줄일 수 있을 만큼 강하게 브레이크를 밟았다는 점이 맥클린의 발목을 잡았다.

### 충돌

레이싱 사고의 단계적 구성

당시 트랙의 구조에는 두 가지 중요한 요인이 있었는데 첫째는 피트에 들어오는 차량을 위한 지정된 감속 차선이 없었다는 점, 둘째는 주 직선로 직전에 호손이 브레이크를 밟기 시작한 이후 도로가 아주 약간 오른쪽으로 휘어 있었다는 점이었다.
급제동한 맥클린은 트랙 오른쪽 가장자리를 벗어나며 차가 먼지를 뿜어냈다. 본능적인 반응인지, 노면이 바뀌는 바람에 통제력을 잃었던 것인지, 차량의 디스크 브레이크가 고르게 작동하지 않은 탓인지 확실히 밝혀지지 않았으나 호손이 속도를 늦춘 걸 알아차린 맥클린은 호손을 피하기 위해 급하게 왼쪽으로 핸들을 꺾었다. 이 때문에 맥클린의 차가 트랙 중앙으로 방향을 틀어 잠시 통제 불능 상태에 빠졌다. 이 때문에 한 바퀴를 더 돌고 추월을 기다리던 판히오의 차 앞에 200 km/h가 넘는 속도로 다가오는 르벡의 메르세데스 차량을 들이받을 경로로 들어왔다. 르벡은 피할 시간이 없었고 마지막으로 손을 들어 판히오에게 경고했고 이 덕분에 판히오의 목숨을 구할 수 있었다. 눈을 감은 채로 판히오는 빠른 반사신경으로 충돌 지점을 넘어 피트에 정차해 있던 호손의 재규어 사이로 바로 피해 무사히 통과할 수 있었다.
하지만 르벡의 오른쪽 앞바퀴가 맥클린의 차량 왼쪽 위 모서리로 올라갔고 이는 경사로 역할을 해 르벡의 차량이 공중으로 띄어올라 관중 위로 날라가 약 80 m를 굴러갔다. 르벡은 굴러가는 차에서 튕겨나와 땅에 부딪혔고 충격으로 두개골이 부서져 즉사했다.
도로가 살짝 휘어 있단 점 때문에 날라간 차는 관중으로 꽉 찬 테라스와 관중석을 향해 곧장 돌면서 날아갔다. 차량은 관중석과 트랙 사이의 흙 제방에 착지한 후 다시 튕겨나가 콘크리트 계단 구조물에 부딪히며 갈갈이 찢어졌다. 자동차의 가장 무거운 부품인 실린더 블록, 라디에이터, 현가장치 등이 강한 추진력으로 관중을 향해 거의 100 m나 돌진하며 경로에 있는 모든 것을 치어갔다. 자동차 후드가 공중을 가르며 "가득찬 관중을 단두대처럼 목을 참수했다". 트랙을 더 잘 보기 위해 사다리와 비계에 올라탄 관중과, 지하도를 이용해 피트로 가러고 몰려든 관중은 날라든 파편에 치명상을 입었다.
당시 재규어 드라이버였던 던컨 해밀턴은 피트 벽에서 이를 지켜보며 "도로 반대편에 펼쳐진 장면은 형언할 수 없었다. 사방에 죽어가는 사람들이 있었고 고통과 고뇌, 절망의 비명소리가 재앙을 외치고 있었다. 마치 꿈 속에 있는 것처럼 너무 무서워서 생각조차 할 수 없었다"고 말했다.
르벡의 차량 파편 나머지는 둑에 착지했을 때 후방에 붙어 있던 연료 탱크가 폭발해 불이 붙었다. 연료 화재가 발생해 남은 일렉트론 차체 온도는 마그네슘 함량이 높아 타 금속 합금보다 더 낮았던 점화점 이상으로 상승했다. 합금은 하얗고 뜨거운 화염으로 터져 트랙과 관중을 향해 마그네슘 불씨를 뿌려댔고, 마그네슘 화재에 익숙하지 않았던 구조대원이 불길에 물을 부어 화염을 크게 키웠다. 이 때문에 차량이 몇 시간 동안 불에 탔다.
한편 크게 손상된 맥클린의 차량은 왼쪽 벽을 들이받은 후 트랙 오른쪽으로 방향을 틀어 피트레인에 진입했고, 사고 전에 이미 주유중이던 클링의 메르세데스-벤츠, 로베르토 미에레스의 마세라티 차량, 돈 보먼의 재규어 차량을 간신히 피했다. 이후 맥클린의 차량은 로열 더치 쉘과 록히드의 장비가 배치된 브릭스 커닝햄과 메르세데스-벤츠 피트 바로 옆 피트 벽에 부딪혀 경찰관, 사진 작가, 관계자 2명(모두 증상)을 들이받고 다시 트랙을 가로질러 2차로 왼쪽 펜스를 들이받았다. 맥클린은 사고에서 큰 부상 없이 살아남아 차량에서 뛰어내려 둑 위로 뛰어내렸다.

## 여파

### 남은 레이스
호손은 피트를 지나쳐서 멈췄다. 차에서 내린 호손은 자기 팀에게서 다시 들어가 한바퀴를 더 돌라는 명령을 받고 혼란과 위험에서 벗어났다. 다음 바퀴에서 피트스톱을 했을 때 호손은 완전히 정신이 나간 채 비틀거리며 차에서 내려 자신이 이 재앙을 일으켰다고 말했다. 르망 경주에서 데뷔한 아이보르 뷰브와 노먼 듀이스는 각자의 차에 올라 첫 드라이버 스테이지에 나서야 했다. 특히 뷰브는 출전을 매우 꺼려했지만 호손의 상태를 고려하면 듀이스가 지적했듯이 다른 여지가 없었다.
르벡의 미국인 동료 드라이버인 존 피치는 슈트를 입은 채 피트스톱으로 다가오는 차 앞에서 기다려 차를 받을 준비를 한 채 르벡의 아내인 데니스 부앵과 함께 서 있었다. 이 둘은 눈앞에서 모든 사고를 목격했다. 심한 화상을 입은 르벡의 시신은 도로에 그대로 방치되다가 프랑스 국가 헌병대가 현수막을 가지고 시신을 덮어두었다. 르벡의 아내는 슬퍼했고 피치가 르벡의 아내를 진정할 때까지 위로했다. 사고 30분 후 피치는 라디오에서 사고 관련 뉴스가 나오고 있음을 알았고 가족에게 전화를 걸어 자신이 사고 차량의 운전자가 아니라고 안심시켰다. 전화 사용을 위해 미디어 센터에 도착했을 때 피치는 이미 48명의 사망자가 나왔다는 기자의 보고를 우연히 들으며 재난의 규모를 처음으로 실감했다고 말했다. 피치는 피트에 돌아와서 메르세데스 팀에게 승패에 관계 없이 경기에 계속 출전하는 것 메르세데스의 홍보에 재앙이 될 것이라며 기권을 촉구했다. 팀 매니저인 알프레트 노이바우어도 이미 같은 결론에 도달했으나 기권 결정을 내릴 권한이 없었다.
사고로 인해 레드 플래그가 휘날려 레이스가 완전히 중단된다는 예상도 있었으나 레이스 총책임자인 샤를 파루가 이끄는 레이싱 관계자는 경기를 계속 이어나갔다. 참사 이후 파루는 이 조치를 한 이유에 대해 몇 가지 이유를 내세웠다. 대표적인 이유로는 아래와 같다.
- 수많은 관중이 한꺼번에 퇴장할 경우 주변의 도로가 막혀 부상자를 구하러는 의료진과 구급대원의 접근을 심각하게 방해할 수 있음[3][4][9][21][22]
- 레이스에 참여한 기업이 레이스 주최 측에 거액의 소송을 제기할 수 있단 점[23]
- 파루는 특히 1952년 판버러 에어쇼 추락 사고의 선례를 들며 "스포츠의 거친 규칙은 레이스를 계속해야 함을 말해준다"라고 옹호했단 점[23]
- 그리고 실제로 파루는 레이스를 중단할 권한이 없으며 프랑스 내무부의 프랑스 정부측 현장 대표인 피에르 트루이 지사만이 권한을 가진 유일한 사람이란 점[24]

서독 슈투트가르트에서 긴급회의와 전화로 메르세데스-벤츠 이사의 투표를 거친 후 노이바우어는 마침내 자정 직전 팀 철수 결정을 승인한다는 전화를 받았다. 많은 관중이 떠난 오전 1시 45분까지 기다렸다 트랙에 들어선 노이바우어는 당시 1위와 3위를 달리던 팀 차량을 조용히 피트로 불러들었다. 두 선수의 기권이 장내 방송을 통해 짧게 전해졌다. 메르세데스 트럭은 아침이 되자 짐을 싸서 떠났다. 수석 엔지니어 루돌프 울렌하우트는 재규어 측 피트로 가서 사고 희생자에 대한 예우 차원에서 재규어 팀이 현물로 보답할 수 있는지를 물었다. 재규어 팀 매니저인 "롭티" 잉글랜드는 이를 거절했다.

### 레이스 결과

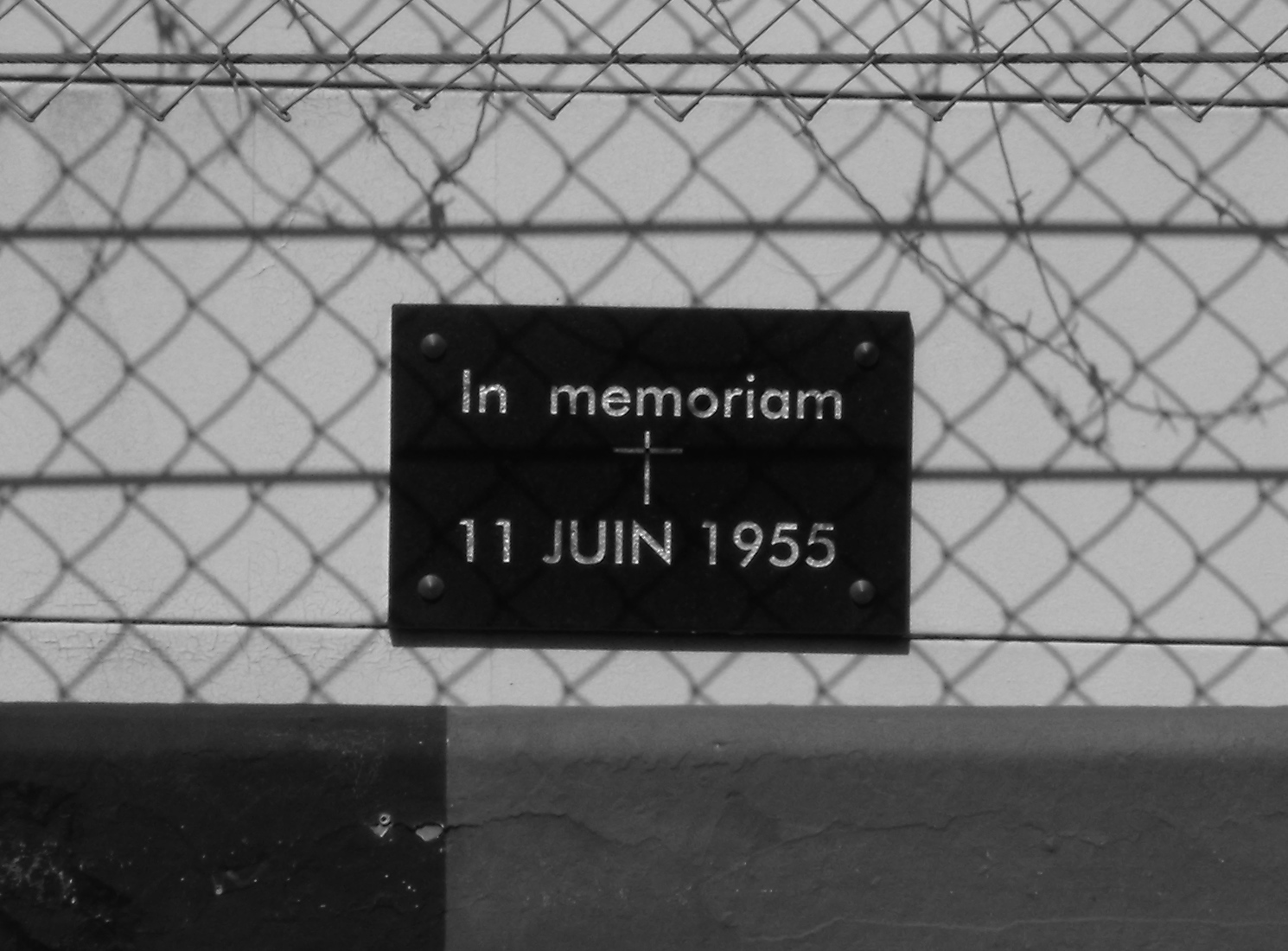
르망 참사를 추모하는 명판의 모습

호손과 재규어 팀은 경기를 계속 이어갔다. 메르세데스 팀이 철수하고 페라리 팀도 전원 불참하면서 재규어의 주요 경쟁상대가 사라졌다. 호손과 뷰브는 애스턴 마틴사 차량을 5바퀴 차로 따돌리고 우승을 차지했다. 일요일 아침은 날씨가 좋지 않아 우승 축하 행사가 열리지 않았다. 하지만 언론의 사진에는 호손이 시상대에서 우승자의 샴페인 병을 마시며 미소 짓는 모습이 담겼다. 프랑스의 잡지 《르아우토 주날》은 "무슈 호손, 건강을 위하여 축배!"(À votre santé, Monsieur Hawthorn!)라는 비꼬는 설명과 함께 이 사진을 보도했다.

### 레이스 이후
날아오는 파편이나 화재로 인한 사망자 수는 80~84명(관중과 르벡 포함)으로 집계되었으며 부상자는 120~178명으로 집계되었다. 하지만 다른 보도에서는 이보다 사상자수가 더 많다고 추정했다. 이 사고는 모터스포츠 역사상 가장 많은 사상자가 발생한 사고로 기록되었다. 다음 날 오전에는 르망 성당에서 피해자의 첫 장례식을 위한 특별미사가 열렸다.
너무 많은 사망자수 때문에 프랑스, 스페인, 스위스, 서독 및 여러 국가에서 레이스 트랙이 더 높은 안전 기준을 만족할 때까지 모터스포츠 경기를 곧바로 일시 금지했다. 미국은 1904년부터 인디애나폴리스 500을 비롯한 미국 모터스포츠의 주요기관이었던 미국 자동차 협회(AAA)가 AAA 대회위원회를 해산했다. 또한 자동차 경주가 주요 목표에 부합하지 않다고 판단해 미국 자동차 클럽이 설립되어 경주 승인과 심사를 맡게 되었다.
대부분의 국가는 참사 후 1년 안에 레이싱 금지령을 해제했다. 특히 르망의 개최국인 프랑스는 1955년 9월 14일에 전면 금지령을 해제했다. 이 날 프랑스 내무부는 레이싱에 대한 새 규정을 발표했고 향후 레이싱 경주가 따라야 할 승인 절차를 명문화했다. 반면 스위스의 금지령은 수십년 간 지속되었다. 이 때문에 스위스의 레이싱 주최자는 프랑스, 이탈리아, 서독 등 외국에서 서킷 이벤트를 열어야만 했다. 2003년 스위스 연방의회는 레이싱 금지령 해제 여부에 대한 논의를 시작했다. 논의는 안전보다는 교통 정책과 환경 문제에 초점이 맞춰졌다. 2009년 6월 10일 스위스의 상원인 전주의회는 두 번째로 금지령을 해제하자는 법안을 부결시켰다. 2015년에는 전기차 경주인 포뮬러 E와 같은 전기차량의 레이싱 경주에 대해서만 금지령이 완화되었다. 레이싱 금지령은 2022년 완전히 해제되었다.
뉘르부르크링에서 열릴 다음 세계 챔피언십 경기와 카레라 파나메리카나 같은 비챔피언십 경기들이 줄줄히 취소되었다. 1955년 세계 스포츠카 챔피언십 나머지 시즌 2개 경기는 참사 발생 수 개월 후인 9월과 10월달에 각각 영국 RAC 투어리스트 트로피와 이탈리아 타르가 플로리오 경기를 끝으로 마감했다. 메르세데스-벤츠는 두 대회에서 모두 우승하며 시즌 챔피언십컵을 확보했다. 이를 달성한 후 메르세데스는 모터스포츠에서 철수했다. 사고의 공포 때문에 메르세데스 소속으로 시즌을 마친 미국인 피치, 필 워터즈(남은 시즌 동안 페라리 팀 영입 제안을 받음), 셔우드 존스턴 등 몇몇 드라이버가 레이싱에서 은퇴했다. 맥클린도 둔드로드 서킷에서 열린 1955년 RAC 투어리스트 트로피 경주에서 또 다시 치명적인 사고를 입어 은퇴를 결정했다. 판히오는 다시는 르망에서 레이스를 펼치지 못했다. 사르테 서킷에서는 피트에 설치되었던 관중석이 철거되었다.
호손이 갑자기 맥클린의 앞을 가로막고 피트 입구 근처에서 브레이크를 밟아 맥클린이 어쩔 수 없이 급하게 르벡의 길로 피할 수 없었다며 사고 유발자라는 비난이 호손에게 이어졌다. 이것이 메르세데스 팀과 맥클린의 이야기에 대한 준공식적인 발표로 이어졌다. 재규어 팀은 맥클린과 르벡의 드라이버로서 적합성과 능력에 대한 의문을 제기했다. 1975년 《로드 & 트랙》의 편집자이자 (1955년 2위를 차지한 경주자인) 폴 프레르가 수행한 사진 증거 분석처럼 초기 보도는 매우 부정확했다. 프레르가 검토한 스틸 사진을 비디오 형식으로 변환하자 또 다른 증거가 나타났다.
언론은 잔해를 집어삼킨 격렬한 화재에 대해서도 추측했는데 소방관이 물로 이루어진 수성 소화기를 불길에 붓자 화재가 더 커졌다. 이를 보고 언론은 메르세데스-벤츠가 폭발성 첨가제를 공식 연료에다가 몰래 혼합해 연료를 조작했다고 주장했지만, 실제로는 섀시의 마그네슘 합금 때문에 더 커졌다. 노이바우어는 프랑스 정부에 잔해의 연료 주입구에 남은 잔류 연료의 검사를 요청했고 그 결과 별다른 첨가제가 없었음이 확인되었다.
사고의 직접적인 책임이 누구에게 있는지는 다른 드라이버 사이에서도 의견이 크게 갈렸으며 이런 의견 차이는 오늘날까지 이어진다. 맥클린은 호손이 갑자기 피트로 이동하면서 르벡의 경로로 방향을 틀어 긴급 상황이 발생했다고 주장했다. 몇 년 후 피치는 자신의 기억과 다른 사람들에게 들은 말을 토대로 호손이 사고를 일으켰다고 주장했다. 반면 듀이스는 호손 주변에서 맥클린이 부주의하게 움직였고 르벡이 300SLR이 낼 수 있는 속도로 주행할 능력이 없었다는 의견을 말했다.
재규어와 메르세데스-벤츠 양 측 모두 공식 성명을 발표했는데 주로 자회사와 운전자에 향한 비난의 자기방어적인 문서였다. 노이바우어는 피트 공간의 개선과 피트스톱의 안전성에 대해 제안하는 말만 그쳤다.

## 같이 보기
- 《Deadliest Crash: The Le Mans 1955 Disaster》
- 《Le Mans 1955》
- 베를린 자전거 경주장 참사

## 참고 문헌
- Anderson, Gary G. (2000). Austin-Healey 100, 100-6, 3000 Restoration Guide. MotorBooks International. ISBN 978-1-61060-814-5.
- "Le Mans 1965" in Automobile Historique, no. 48, May 2005 (프랑스어).
- "24 heures du Mans 1973" in Automobile Historique no. 49, June/July 2005 (프랑스어).
- Cannell, Michael (2011). The Limit. London: Atlantic Books. ISBN 978-184887-224-0.
- Clarke, R. M., ed. (1997). Le Mans "The Jaguar Years 1949–1957". Cobham, Surrey: Brooklands Books. ISBN 1-85520-357X.
- Foster, Frank (2013). F1: A History of Formula One Racing. BookCaps Study Guides. ISBN 978-1-62107-573-8.
- Hamilton, Duncan (1964). Touch Wood. London: Motoraces Book Club. ISBN 1-78219-773-7
- Hilton, Christopher (2004). Le Mans '55: The Crash That Changed the Face of Motor Racing. Derby: Breedon. ISBN 1-859-83441-8.
- Laban, Brian (2001). Le Mans 24 Hours. London: Virgin Books. ISBN 1-85227-971-0.
- Nixon, Chris (1991). Mon Ami Mate. Transport Bookman Publications. ISBN 978-0-85184-047-5.
- Spurring, Quentin (2011). Le Mans 1949–59. Sherborne, Dorset: Evro Publishing. ISBN 978-1-84425-537-5.
- Whitaker, Sigur E. (2014). Tony Hulman: The Man Who Saved the Indianapolis Motor Speedway. McFarland. ISBN 978-0-7864-7882-8.